# Selección femenina de waterpolo de los Países Bajos
La selección femenina de waterpolo de los Países Bajos es el equipo femenino de waterpolo que representa a los Países Bajos en los campeonatos de selecciones femeninas. Ha sido potencia mundial desde la década de 1980.
En los Juegos Olímpicos, los Países Bajos obtuvieron la medalla de oro en 2008 y el cuarto puesto en 2000. En el Campeonato Mundial logró el primer puesto en 1991y 2023, el segundo en 1986, 1994, 1998 y 2015, el tercer en 2022 y el quinto en 2009.
Los Países Bajos ganaron la Copa Mundial ocho veces en 1980, 1983, 1988, 1989, 1991, 1993, 1977 y 1999, en tanto que obtuvo el segundo puesto en 1979, 1981, 1995 y 2023. En la Liga Mundial terminó segunda en 2018, tercera en 2015, quinta en 2006 y 2017, y séptima en 2005.
En el Campeonato Europeo, los Países Bajos consiguieron el primer puesto en 1985, 1987, 1989, 1993, 2018 y 2024, el segundo puesto en 1991, 1999, 2014 y 2016, y el tercer puesto en 1995, 1997 y 2010.